# Обиходы
Обихо́ды (укр. Обиходи) — село в Коростенской городской общине Житомирской области Украины. Расположено на реке Олешня.
Население по переписи 2001 года составляет 230 человек. Село занимает площадь 0,399 км².

## История
Село основано в 1617 году.